# شهرستان وایندات (کانزاس)
شهرستان وایندات، کانزاس (به انگلیسی: Wyandotte County, Kansas) یک سکونتگاه مسکونی در ایالات متحده آمریکا است که در کانزاس واقع شده است.